# Emily Temple-Wood
Emily Temple-Wood, née le 24 mai 1994 à Chicago est une contributrice américaine de la version anglophone de Wikipédia, connue sous le pseudonyme wikipédien de Keilana. Elle est connue pour ses efforts visant à lutter contre les causes et les effets du biais de genre sur Wikipédia, notamment par la création d'articles sur les femmes en science. Elle est déclarée Wikipédienne de l'année en 2016, conjointement avec Rosie Stephenson-Goodknight, par Jimmy Wales le 24 juin 2016 lors de l'évènement Wikimania.

## Biographie
Fille de Laura Temple et d'Andrew Wood, Emily Temple-Wood fréquente l'Avery Coonley School et remporte le spelling bee (concours d'orthographe) du comté de DuPage en 2008. Cette victoire la conduit à participer au Scripps National spelling Bee la même année, où elle atteint le quart de finale, et termine à la 46ème place. Après la compétition, en juin 2008, elle et les autres champions d'orthographe régionaux sont récompensés par le lieutenant-gouverneur de l'Illinois, Pat Quinn. Elle fréquente alors la Downers Grove North High School, où elle est membre d'une speech team. Son équipe remporte quatre médailles, une pour la première place, lors de l'édition 2011 de l'Illinois High School Association à Peoria. Elle fait ensuite partie des deux meilleurs pourcents des étudiants en 2012. En mai 2016, elle est diplômée de l'université Loyola de Chicago en biologie moléculaire et en études arabes et islamiques. Elle poursuit en études de médecine à la Midwestern University de Chicago à l'automne 2016,.

## Engagement en faveur de la présence sur Wikipédia de femmes scientifiques
Temple-Wood est principalement connue pour ses créations d'articles portant sur les femmes scientifiques et pour son militantisme en faveur de l'accroissement de leur représentation sur l'encyclopédie en ligne. Elle fait sa première contribution à Wikipédia en 2005, à l'âge de 10 ans, lorsqu'elle crée un article sur sa sœur, en la traitant de « stupid butthead ». L'article est supprimé presque immédiatement. Elle commence réellement à contribuer à 12 ans et c'est au même âge qu'elle subit un harcèlement en ligne en raison de ses contributions à Wikipédia. Elle commence à travailler sur les femmes scientifiques lorsqu'elle est au collège. Elle cofonde le « WikiProject Women Scientist » sur la version en anglais de Wikipédia en 2012. Depuis, elle a rédigé plusieurs centaines de pages de Wikipédia sur les femmes scientifiques. Contribuant sous le nom d'utilisateur de Keilana, elle débute la création de ces articles lorsqu'elle remarque que peu de femmes membres de la Royal Society ont leur propre article sur Wikipédia. Elle raconte que lorsqu'elle l'a appris, elle « [s'est] énervée et [a] écrit un article cette nuit-là. J'étais littéralement assise dans le couloir du dortoir jusqu'à deux heures du matin en écrivant mon premier article sur une femme de science », L'article dont elle est la plus fière porte sur Rosalyn Scott, la première femme afro-américaine à devenir un chirurgienne thoracique.
Temple-Wood organise également des édit-a-thons dans des musées et les bibliothèques, afin d'accroître la représentation des femmes de science sur Wikipédia. En octobre 2015, elle déclare à The Atlantic qu'elle a identifié 4 400 femmes scientifiques notables qui n'ont pas d'articles de Wikipédia et qui y sont pourtant éligibles. En mars 2016, elle attire l'attention des médias par sa réaction au harcèlement sexuel en ligne dont elle a fait l'objet : pour chaque e-mail de ce type reçu, elle crée un article sur Wikipédia à propos d'une femme scientifique,,,. Elle déclare à BuzzFeed News que sa motivation est de canaliser sa frustration d'être harcelée en quelque chose de productif. En mai 2016, elle affirme à The Fader qu'en tant que wikipédienne, sa réponse naturelle est de créer un projet lorsqu'elle constate une disparité dans la couverture d'un sujet, comme elle le fait à travers le WikiProjet sur les femmes scientifiques. L'écriture de l'Histoire ayant été dominé par les hommes, faire que des biographies de femmes soient présentes sur Wikipédia peut être une manière de ramener les femmes au sein de cette histoire.
Son travail sur l'encyclopédie lui vaut le titre de Wikipédienne de l'année en 2016, avec Rosie Stephenson-Goodknight.

## Engagements institutionnels
Temple-Wood est la vice-présidente et membre du conseil d'administration de Wikimedia DC, un chapter de la Wikimedia Foundation du district de Columbia. Elle est également membre du conseil d'administration du WikiProject Med Foundation et wikipédienne en résidence au National Institute for Occupational Safety and Health.